# Bośnia i Hercegowina na Letnich Igrzyskach Paraolimpijskich 1996
Bośnię i Hercegowinę na Letnich Igrzyskach Paraolimpijskich 1996 w Atlancie reprezentowało dwóch lekkoatletów. Był to debiut reprezentacji tego kraju na letnich igrzyskach paraolimpijskich. 
Bośniacy nie zdobyli żadnego medalu. Najbliżej tego osiągnięcia był Mustafa Guhdija w rzucie oszczepem F43-44, w którym zajął 4. miejsce ze stratą 48 cm do podium.

## Wyniki

### Lekkoatletyka
Konkurencje biegowe
| Zawodnik          | Konkurencja               | Eliminacje | Eliminacje | Finał    | Finał   | Źródło |
| Zawodnik          | Konkurencja               | Rezultat   | Miejsce    | Rezultat | Miejsce | Źródło |
| ----------------- | ------------------------- | ---------- | ---------- | -------- | ------- | ------ |
| Almedin Osmanović | bieg na 100 metrów T43-44 | 13,57      | 8          | NQ       | NQ      | [ 3 ]  |
| Almedin Osmanović | bieg na 200 metrów T43-44 | —          | —          | 27,47    | 7       | [ 4 ]  |

Konkurencje techniczne
| Zawodnik        | Konkurencja           | Finał    | Finał   | Źródło |
| Zawodnik        | Konkurencja           | Rezultat | Miejsce | Źródło |
| --------------- | --------------------- | -------- | ------- | ------ |
| Mustafa Guhdija | pchnięcie kulą F43-44 | 11,31 m  | 14      | [ 5 ]  |
| Mustafa Guhdija | rzut oszczepem F43-44 | 49,24 m  | 4       | [ 2 ]  |